# Philadelphia 76ers 2002-2003
La stagione 2002-03 dei Philadelphia 76ers fu la 54ª nella NBA per la franchigia.
I Philadelphia 76ers arrivarono secondi nella Atlantic Division della Eastern Conference con un record di 48-34. Nei play-off vinsero il primo turno con i New Orleans Hornets (4-2), perdendo poi la semifinale di conference con i Detroit Pistons (4-2).

## Regular season
| Squadra            | V  | P  | %    | GB |
| ------------------ | -- | -- | ---- | -- |
| New Jersey Nets    | 49 | 33 | 59,8 | -  |
| Philadelphia 76ers | 48 | 34 | 58,5 | 1  |
| Boston Celtics     | 44 | 38 | 53,7 | 5  |
| Orlando Magic      | 42 | 40 | 51,2 | 7  |
| Washington Wizards | 37 | 45 | 45,1 | 12 |
| New York Knicks    | 37 | 45 | 45,1 | 12 |
| Miami Heat         | 25 | 57 | 30,5 | 24 |

## Roster
| N° | Naz.                   | Ruolo | Sportivo          | Anno | Alt. | Peso |
| -- | ---------------------- | ----- | ----------------- | ---- | ---- | ---- |
| 3  | Stati Uniti (bandiera) | G     | Allen Iverson     | 1975 | 183  | 75   |
| 4  | Stati Uniti (bandiera) | A     | Keith Van Horn    | 1975 | 208  | 100  |
| 5  | Stati Uniti (bandiera) | A     | Monty Williams    | 1971 | 203  | 102  |
| 7  | Stati Uniti (bandiera) | G     | John Salmons      | 1979 | 201  | 95   |
| 8  | Stati Uniti (bandiera) | G     | Aaron McKie       | 1972 | 196  | 95   |
| 9  | Stati Uniti (bandiera) | AC    | Mark Bryant       | 1965 | 206  | 111  |
| 9  | Stati Uniti (bandiera) | A     | Kenny Thomas      | 1977 | 201  | 118  |
| 11 | Canada (bandiera)      | C     | Todd MacCulloch   | 1976 | 213  | 127  |
| 12 | Stati Uniti (bandiera) | G     | Kenny Satterfield | 1981 | 188  | 84   |
| 14 | Grecia (bandiera)      | C     | Euthymīs Rentzias | 1976 | 211  | 113  |
| 20 | Stati Uniti (bandiera) | G     | Eric Snow         | 1973 | 191  | 86   |
| 21 | Stati Uniti (bandiera) | G     | Greg Buckner      | 1976 | 193  | 95   |
| 35 | Stati Uniti (bandiera) | A     | Art Long          | 1972 | 206  | 113  |
| 40 | Stati Uniti (bandiera) | A     | Tyrone Hill       | 1968 | 206  | 109  |
| 44 | Stati Uniti (bandiera) | A     | Derrick Coleman   | 1967 | 208  | 104  |
| 54 | Stati Uniti (bandiera) | A     | Brian Skinner     | 1976 | 206  | 116  |

## Staff tecnico
- Allenatore: Larry Brown
- Vice-allenatori: Randy Ayers, Bob Bender, Dave Hanners, John Kuester, Mike Woodson